# Иванов, Евгений Филиппович
Евгений Филиппович Иванов (псевдоним — Филиппыч; 12 (24) февраля 1895 — 23 декабря 1973) — русский и советский журналист, фельетонист, писатель.

## Биография
Родился 12 февраля 1895 года в селе Шемшура Симбирской губернии. С 1910 года издавался в симбирских изданиях. В 1913—1917 годах поддерживал связь с эсерами-максималистами.
С 1920 года — журналист сибирских газет. В феврале 1923 года принят в коллектив «Красноярского рабочего», где возглавлял рабкоровский отдел, вёл страницу нештатного корреспондента и занимался редактированием газетного приложения «Крылья правды», привлекавшего средства на создание «Добролёта», авиатранспортной организации, для которой красноярская газета в бытность Иванова смогла собрать вторую по величине сумму в Советском Союзе, уступив лишь изданию «Правда». Именно в «Красноярском рабочем» журналист впервые проявил себя незаурядным мастером фельетона.
С начала 1925 года жил в Новониколаевске. До 1950 года был сотрудником «Советской Сибири», в которой на протяжении 1920-х годов вёл страницу о городских событиях. Приобрёл репутацию автора ярких репортажей. В 1927 году газета начала ежедневно публиковать его фельетоны в рубрике «Из редакционного блокнота».
В 1928—1929 годах состоял в литературной группе «Настоящее» и печатался на страницах одноимённого журнала. С разгромом этого объединения подвергся опале, но впоследствии всё же вернулся в «Советскую Сибирь» в качестве журналиста и даже занял в ней должность ответственного секретаря.
Обучал молодых специалистов. До конца 1960-х годов оставался нештатным сотрудником периодических изданий Новосибирска.
Похоронен на Заельцовском кладбище Новосибирска (квартал 39).

## Книги
- «Рождение Мал-Халари» (Новосибирск, 1938), сборник очерков на основе посещения Хакасии;
- «Это было в горах» (Новосибирск, 1954; вместе с М. Винкман);
- «Высота 2222» (1958)[1].